# Christophe Premat
Christophe Emmanuel Premat, född 7 december 1976 i Annecy, är en fransk statsvetare och var ledamot av nationalförsamlingen för valkretsen Nordeuropa mellan 2014 och 2017.
Premat, som är filosofie doktor, är gift med svenskan Ilse Jacob med vilken han har tre barn.

## Ordnar
- Riddare av orden Akademiska palmen (2014).